# Batrachedra metaxias
Batrachedra metaxias là một loài bướm đêm thuộc họ Blastobasidae. Nó được tìm thấy ở Úc.